# Џун Алмеида
Џун Алмеида (енгл. June Almeida; Глазгов, 5. октобар 1930 — Бексхил на мору, 1. децембар 2007) била је шкотска вирусолошкиња која је уз мало формалног образовања постала докторка наука и пионирка у идентификацији и дијагнози вируса. Открила је нову врсту коронавируса. Објавила је Приручник за брзу лабораторијску дијагнозу вируса 1979. године.

## Биографија
Џун Далзиел Харт рођена је 5. октобра 1930. у Глазгову. Школу је напустила са 16 година да би радила као техничар за хистопатологију у Краљевској болници у Глазгову. Затим се преселила у болницу Светог Бартоломеја да би наставила каријеру.
Дана 11. децембра 1954. удала се за Енрикеа Розалија Алмеиду (1913–1993), венецуеланског уметника, са којим има ћерку Џојс. Преселили су се у Канаду, где је радила на Институту за рак у Онтарију на електронском микроскопу. Иако је имала неколико формалних квалификација, унапређена је у складу са својим способностима. Публикације су јој приписане за рад на идентификацији вирусне структуре. Њене способности препознала је А. П. Ватерсон, тадашња професорка микробиологије на Медицинској школи болнице Свети Томас која ју је наговорила да се врати у Енглеску да ради у болници. Развила је методу за бољу визуализацију вируса употребом антитела за њихово агрегирање. Радила је на вирусу хепатитиса Б и вируса прехладе.
Алмеида је произвела прве слике вируса рубеоле користећи имуно-електронску микроскопију. Давид Тирел и Алмеида радили су на карактерисању нове врсте коронавируса. Ова породица укључује SARS-CoV и SARS-CoV2 који изазива ковид 19.
Алмеида је пратила Ватерсона на Медицинском факултету у Лондону, где је њен допринос препознат и додељен јој је докторат. Каријеру је завршила на Институту Wellcome. Док је радила тамо, именована је на неколико патената у области снимања вируса. Године 1970. Алберт Капикијан провео је шест месеци у Великој Британији, где је на предлог шефа проучавао технике Алмеиде. Повратак у САД, користио је ове технике да идентификује узрок небактеријског гастроентеритиса - вирус Норвалк.
Алмеида је напустила Институт и почела да предаје јогу, али се у саветодавну улогу вратила крајем осамдесетих, када је помагала у снимању нових слика вируса ХИВ-а. Објавила је Приручник за брзу лабораторијску дијагностику вируса 1979. године за Светску здравствену организацију.
Алмеида је умрла у Бексхилу од срчаног удара 2007. године.

## Наслеђе и коронавирус
Након пандемије ковида 19, њено истраживање је поново примећено. BBC је описао Џун као „жену која је открила први коронавирус”. Професор Хуг Пенингтон напоменуо је да су Кинези користили њене технике за идентификацију ковида 19 и да је њен рад помогао раној идентификацији болести.